# Tim Buckley
Tim Buckley, właśc. Timothy Charles Buckley III (ur. 14 lutego 1947 w Waszyngtonie, zm. 29 czerwca 1975 w Santa Monica) – amerykański muzyk, wokalista, autor tekstów, producent muzyczny.
Jedna z czołowych postaci muzyki lat 60. i 70. XX wieku. W swoich kompozycjach łączył różne style muzyczne, wykorzystując elementy jazzu, rocka i rhythm and bluesa, a także eksperymentował z formami muzycznymi.

## Życiorys

### Rodzina i początki kariery
Urodził się w Waszyngtonie, ale pierwsze 10 lat swojego życia spędził w Amsterdamie w stanie Nowy Jork. Następnie przeprowadził się z rodziną do Bell Gardens w Los Angeles. Jako dziecko zainteresował się muzyką folkową, nauczył się grać na bandżo i gitarze. Grał w szkolnych zespołach, a kiedy miał 15 lat, odbył trasę koncertową z Princess Ramoną i The Cherokee Riders. W tym okresie zaczął grać muzykę folkową. Wkrótce zwrócił na siebie uwagę podczas koncertów w klubach Los Angeles. Zaprzyjaźnił się z dwoma innymi muzykami, Steve’em Noonhanem i Jacksonem Browne’em. W tym czasie poszerzył też swoje zainteresowania muzyczne – zafascynował go jazz (zwłaszcza John Coltrane) oraz rock and roll (Chuck Berry i Little Richard).
Kiedy grał w zespole The Bohemians, zwrócił na siebie uwagę perkusisty Mothers of Invention, Jimmy’ego Carla Blacka, który przedstawił go Herbowi Cohenowi, a ten – będąc pod wrażeniem Buckleya – zorganizował mu występy w The Night Owl Cafe w Nowym Jorku. Poza tym zagrał z zespołem pokazowy występ przed Jackiem Holzmanem z przedsiębiorstwa Elektra, który podpisał z nimi kontrakt.

### Początek kariery
W październiku 1966 wydał debiutancki album pt. Tim Buckley, na którym umieścił utwory utrzymany w stylu folkrockowym. Napisał na płytę wszystkie 12 piosenek, przy czym siedem z nich współtworzył z Larrym Beckettem. Lata 1966 i 1967 w większości spędził w Nowym Jorku, wspierając koncerty Franka Zappy and Mothers of Invention i Nico. W czerwcu 1967 wrócił do Los Angeles, aby nagrać drugi album dla Elektry. Nowa hippisowska era była u szczytu rozwoju, co słychać w materiale z albumu pt. Goodbye and Hello, który można określić jako psychodeliczny folk. Wszystkie piosenki z płyty napisał Buckley, przy czym część współtworzył z Beckettem. Artysta promował album singlami: „Pleasant Street”, „I Never Asked to Be Your Mountain”, „Morning Glory” i „Once I Was”. Wydawnictwo poniosło komercyjną porażkę, docierając tylko do 171. miejsca na liście Billboard 200.

### Apogeum artystyczne
W 1968 nagrał z Underwood album album pt. Happy Sad, który wydał w kwietniu 1969. Nagrywanie albumu było przerywane wyjazdami na koncerty, podczas których krystalizowało się nowe brzmienie Buckleya będącego pod dużym wpływem jazzu. Lata 1968–1970 uchodzą za okres największej pomysłowości artysty, o czym świadczyć mają wydane nagrania z koncertów i z sesji radiowych.
Wiosną 1969 odbył trasę koncertową po Wielkiej Brytanii i Europie. Wielokrotnie pojawiał się w radiu i telewizji. Wydał album pt. Happy Sad, którym oderwał się od poprzedniego, folkrockowego stylu. W lutym 1970 premierę miał jego kolejny album, Blue Afternoon, za którego wydanie odpowiadało przedsiębiorstwo Straight (Herba Cohena i Franka Zappy). Pół roku później wydał – pod szyldem Elektry – album pt. Lorca, a w 1971 – Starsailor, na który współtworzył cztery z dziewięciu utworów. Płyta poniosła komercyjną porażkę, co doprowadziło Buckleya do depresji. Przedsiębiorstwo Straight postanowiło nie finansować jego trasy koncertowej, dlatego artysta ograniczył się do okazjonalnych występów w małych klubach. W związku z brakiem środków finansowych grupa artysty wkrótce się rozpadła. W tym czasie Buckley zaczął używać heroiny, po czym na rok zaprzestał działalności artystycznej. W tym okresie pracował jako taksówkarz i kierowca Slya Stone’a, poza tym spędzał czas na czytaniu książek w bibliotece oraz zagrał w nigdy niewydanym filmie Why?, za co otrzymywał honorarium w wysokości 420 dol. tygodniowo. W tym okresie pracował też nad własnym scenariuszem Fully Airconditioned Inside, który jednak nigdy nie został ukończony.

### Okres rhythmandbluesowy
Powrócił do działalności muzycznej w 1972 wydanym przez przedsiębiorstwo Warner Bros. albumem pt. Greetings from L.A., na którym umieścił rhythm and bluesowe brzmienie. Płytą na nowo wzbudził zainteresowanie słuchaczy i mediów, a wydawnictwo osiągnęło umiarkowany sukces komercyjny. Zaczął też grać regularne koncerty w Wielkiej Brytanii. W 1974 wystąpił na Festiwalu w Knebworth.

### Okres schyłkowy
W 1974 wydał dwa albumy utrzymane w stylu funkowo-soulowym: Sefronia i Look at the Fool. Wkróce po premierze drugiej płyty zakończył współpracę z dotychczasowym menedżerem Herbem Cohenem. Buckley wyruszył w trasę koncertową po USA, gdzie zagrał m.in. w Kalifornii i Teksasie. 29 czerwca 1975 zmarł wskutek reakcji toksycznej po zażyciu (bezwiednie, będąc pijanym) heroiny podanej mu przez inną osobę; w wyniku rozprawy sądowej została ona uznana za winną nieumyślnego zabójstwa artysty.

### Życie prywatne
W latach 60. ożenił się ze swoją licealną miłością, Mary Guibert, z którą miał syna, Jeffreya (1966–1997), również muzyka. Po rozstaniu z żoną łożył na utrzymanie dziecka. W 1970 ożenił się z Judy Brejot Sutcliffe.

## Dyskografia

### Albumy studyjne
- Tim Buckley (1966)***
- Goodbye and Hello (1967)****
- Happy Sad (1969)*****
- Blue Afternoon (1970)****
- Lorca (1970)****
- Starsailor (1970)****
- Greetings from L.A. (1972)***
- Sefronia (1974)**
- Look at the Fool (1974)*
- The Peel Sessions
- Morning Glory (1995)
- Works in Progress (1999)
- The Copenhagen Tapes (2000)
- Sing a Song for You

### Albumy koncertowe
- Dream Letter – Live in London 1968 (1990)
- Live at the Troubadour (1994)
- Honeyman (1995)
- Return of the Starsailor

### Albumy kompilacyjne
- Once I Was (1999)
- Morning Glory – The Tim Buckley Anthology

### Single
- Wings/Grief in My Soul. Elektra 45606 (USA) (1966)
- Aren’t You the Girl/Strange Street Affair Under Blue. Elektra EKS-45008 (WB) (1.67)
- Once Upon a Time/Lady Give Me Your Heart. Elektra 45618 (USA) (1967)
- Morning Glory/Once I Was. Elektra 45823 (USA) (1967)
- Morning Glory/Knight Errant. Elektra EKSN-45018 (WB) (11.67)
- Once I Was/Phantasmagoria in Two. Elektra EKSN-45023 (WB) (1.68)
- Wings/I Can’t See You. Elektra EKSN-45031 (WB) (3.68)
- Pleasant Street/Carnival Song. Elektra EKSN-45041 (USA) (10.68)
- Happy Time/So Lonely. Straight 4799 (WB) (2.70)
- Morning Glory/Once I Was. Elektra K-12223 (WB) (9.76)

## DVD
- My Fleeting Home. Classic Full-length Performances, Rare Clips, and Interviews. 2007